# 羊男のクリスマス
『羊男のクリスマス』 （ひつじおとこのクリスマス） は、村上春樹の絵本。
1985年11月25日に講談社より出版された。68ページからなる小作品である。文章の構成は物語形式。絵を担当した佐々木マキは、本作品以前に『風の歌を聴け』『1973年のピンボール』『羊をめぐる冒険』『カンガルー日和』のイラストを担当している。本作品では、各ページの見開き右側に春樹の文、左側に佐々木マキの絵（カラーまたはモノクロ）がある。

## 絵本誕生まで
本作品の前書きによると、春樹が佐々木に何でもいいから絵を描いてほしいと頼んだ。春樹はその絵をもとに話を考えるという。佐々木が描いたのは、クジラとテディベアと女の子である。それから1年、クジラとテディベアの出てこない文章が春樹から送られてきた。佐々木は愉しみながらその文章のための絵を描いた。
春樹は、佐々木マキによるビートルズ・フェスティバルのポスターを1968年の大学入学直後に入手した。春樹はその好きでしかたのないポスターをアパートの部屋に飾って、引越しの際に捨ててしまうまでの間、ポスターと寝食を共にした。どの時期の引越しかは明かされていない。初期の引越しは、1971年に学生結婚した時に結婚相手の家に住み込んだそれである。そのポスターの絵は、その後も「羊男世界」の中で生きていると春樹は言う。春樹は羊男や、本作品の他の皆も春樹同様に彼の絵を気に入っているとしており、本作品で佐々木と一緒に絵本を製作できたことは「羊男世界」にとって大きな喜びであるという。

## ストーリー
羊男は聖羊祭日に穴のあるリング・ドーナツを食べてしまった。そのせいでクリスマスソングの製作に当たり、ある方向からの圧力が発生し、製作が難航した。羊男は棒状のツイスト・ドーナツを持ち秘密の穴にはまった。羊男はさらに穴の奥に入っていった。

## 登場キャラクター
- 羊男
- 羊博士
- 左ねじけと右ねじけ
- 208と209
- 海ガラスの奥さん
- なんでもなし

## 翻訳版
- 中国語版
  - 翻訳: 林少华 『羊男的圣诞节』 上海訳文出版社 2004年1月（2004年8月重印） ISBN 7-5327-3230-4
  - 林少华（林少華）は、春樹の中国語翻訳者。上海译文出版社の村上春樹作品の翻訳を手がけている。林少华は、春樹作品の他、片山恭一の恋愛小説『世界の中心で、愛をさけぶ』の翻訳がある。春樹作品の中国語翻訳者は他に賴明珠、葉惠がいる。

## 関連文献
- 文: 村上春樹、絵: 佐々木マキ 『ふしぎな図書館』 [2] 講談社 2005年2月8日 ISBN 978-4062127394、講談社文庫 2008年1月16日 ISBN 978-4-06-275948-9
- 文・絵: 佐々木マキ 『ねむいねむいねずみのクリスマス』 PHP研究所 1982年1月 ISBN 978-4569281810、改訂版2000年 ISBN 978-4569586298
- 文: 高橋丁未子[3]、絵: 佐々木マキ 『羊のレストラン - 村上春樹の食卓』 CBS・ソニー出版 1986年7月 ISBN 978-4789702416、講談社プラスアルファ文庫 1996年5月 ISBN 978-4062561440